# Isla Maria (Tasmania)

Isla Maria es una isla montañosa de la costa este de Tasmania.
Toda la isla es un parque nacional, cuyo nombre es parque nacional Isla María, tiene una superficie total de 115,50 km², que incluye un área marina de 18,78 km².
La isla tiene 20 km de longitud de norte a sur y en su parte más ancha es de unos 13 km de este a oeste.
Esta isla se encuentra a 4 km de Tasmania. La pronunciación original en inglés es: / ː məri. ə / mə-REE-ə. El nombre de la isla fue dado en 1642 por el explorador neerlandés Abel Tasman, en honor de Maria van Diemen (née van Aelst), esposa de Anthony van Diemen, el Gobernador General de las Indias Orientales neerlandesas de Batavia.
El nombre en aborígenes para la isla es Toarra-Marra-Monah. Se puede acceder a la isla a través de un ferry. En este parque nacional se pueden observar muchas especies distintas de aves, es hogar de 11 especies de aves de las 12 especies endémicas de Tasmania.